# Élections départementales de 2021 en Seine-Maritime
Les élections départementales en Seine-Maritime ont lieu les 20 et 27 juin 2021.

## Contexte départemental
Les élections de 2015 avaient vu la droite seinomarine mettre un terme à 11 ans de gestion socialiste du département. La gauche, qui était pourtant relativement  
majoritaire au premier tour, subit de nombreuses défaites. La division entre communistes et socialistes conduit à l'élimination de la gauche dans plusieurs cantons dont Le Havre-1 et Dieppe-2, dès le premier tour. Le Front national s'était ainsi qualifié pour le second dans 25 cantons au total, après avoir dépassé les 26 % des voix au premier tour, sans toutefois obtenir d'élus (meilleur score de 45 % dans le canton d'Eu). La droite sortait finalement victorieuse avec une courte majorité de 36 conseillers sur 70, avec un découpage électoral assez clair. La gauche était ainsi repliée quasi exclusivement sur Rouen, sa banlieue sud, la vallée de Seine et la moitié des cantons havrais.
Depuis ces élections, les électeurs seinomarins ont été appelés cinq fois aux urnes.
Les élections régionales de 2015, qui sont remportées en Normandie par la liste du centre et de la droite d'Hervé Morin d'une faible avance, sont l'occasion de montrer que la Seine-Maritime demeure le département le plus à gauche de la Normandie puisqu'il est le seul à placer la liste d'union de la gauche de Nicolas Mayer-Rossignol en tête du second tour. Les grandes villes du département votent toutes à gauche : Fécamp de peu à 38 %, Le Havre à 40 %, Dieppe à 45 %, Rouen à 50 %.
L'élection présidentielle de 2017 est l'occasion d'un renouvellement politique important et la Seine-Maritime est largement concernée. Contrairement à 2002, le Front national arrive cette fois en tête du premier tour, Marine Le Pen obtenant 24,90 % des voix suivie de Jean-Luc Mélenchon, qui récolte 22,20 % des voix. La Seine-Maritime est ainsi l'un des 28 départements à ne pas placer Emmanuel Macron en première ou en deuxième position puisqu'il obtient ici 21,23 % des voix. Il arrive cependant en tête à Rouen de peu devant le candidat insoumis, 27,5 contre 26 % des voix. Ce dernier arrive cependant largement en tête au Havre avec presque 30 % des voix tout comme à Dieppe avec plus de 26 % des voix. Marine Le Pen, elle, arrive en tête à Fécamp avec 27 % des voix.
Le second tour est en phase avec le contexte national avec une large victoire d'Emmanuel Macron. Il obtient en Seine-Maritime 60,42 % des voix, ce qui est un score tout de même presque 6 points en dessous de la moyenne nationale (66,10 %). Alors que Marine Le Pen ne fait que frôler la barre des 20 % des voix à Rouen et n'atteint pas le tiers des suffrages au Havre, elle dépasse les 40 % à Dieppe comme à Fécamp. De nombreuses communes du nord-est du département lui donnent la majorité de leurs suffrages, dont Le Tréport à 54 %.
Les élections législatives qui suivent sont également en accord avec la tendance nationale. Des 10 sièges de députés seinomarins, cinq vont à des candidats LREM, trois au Parti Communiste. Un seul député socialiste, Christophe Bouillon en Vallée de Seine, est réélu et une seule députée havraise LR, bénéficiant du soutien du Premier Ministre, Agnès Firmin-Le Bodo, complète le tableau.
Les élections européennes sont l'occasion pour le Rassemblement national, nouveau nom du FN, de confirmer leur première place de 2014 en Seine-Maritime. Avec plus de 27 % des voix, sa liste prend une confortable avance sur la République en marche qui obtient 8 points de moins. La liste des Verts obtient ici la troisième place avec presque 11 % des voix et, contrairement à l'ordre national des listes, la France insoumise se place quatrième juste devant la liste LR. Le RN arrive en tête de peu au Havre à 22,55 % des voix contre 21,50 % pour la liste LREM mais n'est qu'en troisième position à 13,45 % des voix à Rouen, derrière les écologistes à 18,33 % et LREM à 25,57 % des suffrages.
Un an plus tard, dans le contexte de la pandémie de Covid-19, les élections municipales se tiennent en Seine-Maritime mais ne permettent pas de dégager de dynamique claire à l'échelle du département. En effet, la droite confirme quelques conquêtes de 2014, comme Fécamp et Mont-Saint-Aignan, et reconquiert Saint-Valery-en-Caux, perdu en 2014. Cependant, la gauche récupère des villes perdues en 2014 telles qu'Eu ou Montivilliers. La droite perd également Bois-Guillaume au profit d'une liste sans étiquette. Le premier ministre, Édouard Philippe, est réélu maire du Havre face aux communistes et les socialistes confirment leur mainmise sur Rouen, malgré une nette progression des écologistes.
Il est à noter que l'exécutif du département a été amené à évoluer en cours de mandature depuis 2015. Alors que c'est le conseiller masculin de Bois-Guillaume, l'UDI Pascal Martin, qui avait été désigné président du conseil départemental en 2015, celui-ci démissionne le 30 septembre 2019, la veille de son entrée au Sénat. Pour lui succéder, Bertrand Bellanger, élu LREM de Mont-Saint-Aignan, est nommé le 14 octobre suivant. On peut enfin remarquer que les conseillers de Bolbec, Dominique Métot et Murielle Moutier Lecerf, ont toujours gardé leurs indépendance . De plus, deux conseillères départementales, Nacéra Vieuble du Havre-2 et Catherine Depitre de Sotteville-lès-Rouen, ont formé leur propre groupe "Agir avec l'écologie au département" qui s'inscrit également dans la majorité départementale alors même que ces deux élues sont étiquetées "divers gauche".

### Assemblée départementale sortante
Avant les élections, le conseil départemental de la Seine-Maritime est présidé par Bertrand Bellanger (LREM).
Il comprend 70 conseillers départementaux issus des 35 cantons de la Seine-Maritime.
| Présidence du conseil départemental  |       |       |      |                                        |
| Bertrand Bellanger (LREM)            |       |       |      |                                        |
| Parti                                | Sigle | Sigle | Élus | Groupes                                |
| Majorité (36 sièges)                 |       |       |      |                                        |
| Les Républicains                     |       | LR    | 15   | Majorité départementale                |
| Divers droite                        |       | DVD   | 9    | Majorité départementale                |
| Union des démocrates et indépendants |       | UDI   | 7    | Majorité départementale                |
| Agir                                 |       | Agir  | 2    | Majorité départementale                |
| Les Centristes                       |       | LC    | 1    | Majorité départementale                |
| Mouvement radical                    |       | MR    | 1    | Majorité départementale                |
| La République en marche              |       | LREM  | 1    | Majorité départementale                |
| Indépendant (4 sièges)               |       |       |      |                                        |
| Divers gauche                        |       | DVG   | 2    | Agir ensemble au Département           |
| Divers gauche                        |       | DVG   | 2    | Agir pour l’écologie en Seine-Maritime |
| Opposition (30 sièges)               |       |       |      |                                        |
| Parti socialiste                     |       | PS    | 25   | Pour les seinomarins                   |
| Divers gauche                        |       | DVG   | 1    | Pour les seinomarins                   |
| Parti communiste français            |       | PCF   | 4    | Élus communistes et républicains       |

## Système électoral
Les élections ont lieu au scrutin majoritaire binominal à deux tours. Le système est paritaire : les candidatures sont présentées sous la forme d'un binôme composé d'une femme et d'un homme avec leurs suppléants (une femme et un homme également).
Pour être élu au premier tour, un binôme doit obtenir la majorité absolue des suffrages exprimés et un nombre de suffrages au moins égal à 25 % des électeurs inscrits. Si aucun binôme n'est élu au premier tour, seuls peuvent se présenter au second tour les binômes qui ont obtenu un nombre de suffrages au moins égal à 12,5 % des électeurs inscrits, sans possibilité pour les binômes de fusionner. Est élu au second tour le binôme qui obtient le plus grand nombre de voix.

## Candidatures et alliances
| Nom | Nom                                                                 | Parti ou mouvement                      | Chef de file        | Nombre de binômes soutenus |
| --- | ------------------------------------------------------------------- | --------------------------------------- | ------------------- | -------------------------- |
|     | Ensemble la Seine-Maritime !                                        | LREM - MR - LC - HOR - UDI - LR - MoDem | Bertrand Bellanger  | 31                         |
|     | La Seine-Maritime qui protège                                       | PS - EÉLV - G.s                         | Christophe Bouillon | 25                         |
|     | Le département qui prend soin, La Seine-Maritime qui nous ressemble | PCF - LFI - GRS - G.s - PRG             | Nicolas Langlois    | 29                         |
|     | Seine-Maritime - Protection, libertés, proximité                    | RN - LAF                                | Guillaume Penelle   | 35                         |

## Résultats à l'échelle du département

### Résultats par nuances
Les nuances utilisées par le ministère de l'Intérieur ne tiennent pas compte des alliances locales.
| Binômes                  | Binômes                             | Binômes                  | Premier tour | Premier tour | Premier tour | Second tour | Second tour   | Second tour | Total | +/-           |  |
| Binômes                  | Binômes                             | Binômes                  | Voix         | %            | Sièges       | Voix        | %             | Sièges      | Total | +/-           |  |
| ------------------------ | ----------------------------------- | ------------------------ | ------------ | ------------ | ------------ | ----------- | ------------- | ----------- | ----- | ------------- |  |
|                          | Rassemblement national              | RN                       | 56 378       | 21,01        | 0            | 26 743      | 10,39         | 0           | 0     | en stagnation |  |
|                          | Union au centre et à droite         | UCD                      | 36 191       | 13,49        | 0            | 42 291      | 16,43         | 10          | 10    | en stagnation |  |
|                          | Parti socialiste                    | SOC                      | 30 200       | 11,26        | 0            | 40 976      | 15,92         | 16          | 16    | 4             |  |
|                          | Union à gauche                      | UG                       | 27 937       | 10,41        | 0            | 25 284      | 9,82          | 8           | 8     | en stagnation |  |
|                          | Divers droite                       | DVD                      | 27 775       | 10,35        | 0            | 35 255      | 13,70         | 14          | 14    | 14            |  |
|                          | Parti communiste français           | COM                      | 24 601       | 9,17         | 0            | 16 440      | 6,39          | 6           | 6     | 2             |  |
|                          | Union à gauche avec des écologistes | UGE                      | 19 234       | 7,17         | 0            | 24 631      | 9,57          | 4           | 4     | 4             |  |
|                          | Divers gauche                       | DVG                      | 13 957       | 5,20         | 0            | 13 736      | 5,34          | 4           | 4     | 2             |  |
|                          | Union à droite                      | UD                       | 10 909       | 4,07         | 0            | 15 392      | 5,98          | 6           | 6     | 30            |  |
|                          | Divers                              | DIV                      | 10 319       | 3,85         | 0            | 6 817       | 2,65          | 0           | 0     | en stagnation |  |
|                          | Divers centre                       | DVC                      | 5 168        | 1,93         | 0            | 5 630       | 2,19          | 2           | 2     | 2             |  |
|                          | Union au centre et à gauche         | UCG                      | 2 094        | 0,78         | 0            | 1 959       | 0,76          | 0           | 0     | en stagnation |  |
|                          | Union au centre                     | UC                       | 1 659        | 0,62         | 0            | 2 271       | 0,88          | 0           | 0     | en stagnation |  |
|                          | La France insoumise                 | FI                       | 1 373        | 0,51         | 0            |             |               |             | 0     | en stagnation |  |
|                          | Parti radical de gauche             | RDG                      | 373          | 0,14         | 0            | 0           | en stagnation |             |       |               |  |
|                          | Extrême gauche                      | EXG                      | 110          | 0,04         | 0            | 0           | en stagnation |             |       |               |  |
|                          |                                     |                          |              |              |              |             |               |             |       |               |  |
| Suffrages exprimés       | Suffrages exprimés                  | Suffrages exprimés       | 268 278      | 95,64        |              | 257 425     | 92,14         |             |       |               |  |
| Votes blancs             | Votes blancs                        | Votes blancs             | 8 740        | 3,12         | 16 502       | 5,91        |               |             |       |               |  |
| Votes nuls               | Votes nuls                          | Votes nuls               | 3 486        | 1,24         | 5 461        | 1,95        |               |             |       |               |  |
| Total                    | Total                               | Total                    | 280 504      | 100          | 0            | 279 388     | 100           | 70          | 70    | en stagnation |  |
| Abstentions              | Abstentions                         | Abstentions              | 590 804      | 67,81        |              | 592 070     | 67,94         |             |       |               |  |
| Inscrits / participation | Inscrits / participation            | Inscrits / participation | 871 308      | 30,79        | 871 458      | 32,06       |               |             |       |               |  |

### Assemblée départementale élue
| Présidence du conseil départemental  |       |       |      |                                              |
| Bertrand Bellanger (LREM)            |       |       |      |                                              |
| Parti                                | Sigle | Sigle | Élus | Groupes                                      |
| Majorité (34 sièges)                 |       |       |      |                                              |
| Divers droite                        |       | DVD   | 12   | Ensemble la Seine-Maritime                   |
| Les Républicains                     |       | LR    | 10   | Ensemble la Seine-Maritime                   |
| Union des démocrates et indépendants |       | UDI   | 4    | Ensemble la Seine-Maritime                   |
| Horizons                             |       | HOR   | 3    | Ensemble la Seine-Maritime                   |
| Divers gauche                        |       | DVG   | 2    | Ensemble la Seine-Maritime                   |
| Les Centristes                       |       | LC    | 1    | Ensemble la Seine-Maritime                   |
| Mouvement radical                    |       | MR    | 1    | Ensemble la Seine-Maritime                   |
| La République en marche              |       | LREM  | 1    | Ensemble la Seine-Maritime                   |
| Indépendant (2 sièges)               |       |       |      |                                              |
| Divers gauche                        |       | DVG   | 2    | Agir ensemble au Département                 |
| Opposition (34 sièges)               |       |       |      |                                              |
| Parti socialiste                     |       | PS    | 21   | Pour les Seinomarins                         |
| Divers gauche                        |       | DVG   | 3    | Pour les Seinomarins                         |
| Parti communiste français            |       | PCF   | 8    | Gauche combative, communiste et républicaine |
| Europe Écologie Les Verts            |       | EÉLV  | 2    | Écologie 76                                  |

### Élus par canton
La majorité sortante se maintient de justesse : elle perd les cantons de Dieppe-2 et de Rouen-2, mais gagne le canton de Darnétal. Les élus DVG du canton de Bolbec ne choisissent ni le groupe de droite ni le groupe de gauche, ce qui rend la situation très serrée et permet à la majorité d'être reconduite. 
| Canton                   | Conseiller Sortant         | Parti | Parti | Conseiller élu             | Parti | Parti |
| ------------------------ | -------------------------- | ----- | ----- | -------------------------- | ----- | ----- |
| Barentin                 | Christophe Bouillon        |       | PS    | Christophe Bouillon        |       | PS    |
| Barentin                 | Pierrette Canu             |       | PS    | Pierrette Canu             |       | PS    |
| Bois-Guillaume           | Nathalie Lecordier         |       | DVD   | Nathalie Lecordier         |       | DVD   |
| Bois-Guillaume           | Pascal Martin              |       | MR    | Pascal Martin              |       | MR    |
| Bolbec                   | Dominique Métot            |       | DVG   | Dominique Métot            |       | DVG   |
| Bolbec                   | Murielle Moutier-Lecerf    |       | DVG   | Murielle Moutier-Lecerf    |       | DVG   |
| Canteleu                 | David Lamiray              |       | PS    | David Lamiray              |       | PS    |
| Canteleu                 | Brigitte Manzanarès        |       | PS    | Brigitte Manzanarès        |       | PS    |
| Caudebec-lès-Elbeuf      | Frédéric Marche            |       | DVG   | Frédéric Marche            |       | DVG   |
| Caudebec-lès-Elbeuf      | Nadia Mezrar               |       | PS    | Nadia Mezrar               |       | PS    |
| Darnétal                 | Marylène Follet            |       | PS    | Laurent Grelaud            |       | DVG   |
| Darnétal                 | Jacques-Antoine Philippe   |       | PS    | Séverine Groult            |       | DVG   |
| Dieppe-1                 | André Gautier              |       | LR    | André Gautier              |       | LR    |
| Dieppe-1                 | Imelda Vandecandelaer      |       | DVD   | Imelda Vandecandelaer      |       | DVD   |
| Dieppe-2                 | Blandine Lefebvre          |       | UDI   | Maryline Fournier          |       | PCF   |
| Dieppe-2                 | Jean-Christophe Lemaire    |       | LR    | Nicolas Langlois           |       | PCF   |
| Elbeuf                   | Jean-Pierre Jaouen         |       | PS    | Julie Lesage               |       | PS    |
| Elbeuf                   | Julie Lesage               |       | PS    | Didier Marie               |       | PS    |
| Eu                       | Marie Le Vern              |       | PS    | Valérie Garraud            |       | DVG   |
| Eu                       | Didier Régnier             |       | PS    | Laurent Jacques            |       | PCF   |
| Fécamp                   | Alain Bazille              |       | DVD   | Alain Bazille              |       | DVD   |
| Fécamp                   | Dominique Tessier          |       | DVD   | Dominique Tessier          |       | DVD   |
| Gournay-en-Bray          | Virginie Lucot-Avril       |       | LR    | Joël Decoudre              |       | LR    |
| Gournay-en-Bray          | Eric Picard                |       | LR    | Virginie Lucot-Avril       |       | LR    |
| Grand-Quevilly           | Tacko Diallo               |       | PS    | Tacko Diallo               |       | PS    |
| Grand-Quevilly           | Nicolas Rouly              |       | PS    | Nicolas Rouly              |       | PS    |
| Le Havre-1               | Christian Duval            |       | LR    | Christian Duval            |       | LR    |
| Le Havre-1               | Florence Thibaudeau Rainot |       | DVD   | Florence Thibaudeau Rainot |       | HOR   |
| Le Havre-2               | Jérôme Dubost              |       | PS    | Jérôme Dubost              |       | PS    |
| Le Havre-2               | Nacéra Vieuble             |       | DVG   | Christiane Morel           |       | PCF   |
| Le Havre-3               | Alban Bruneau              |       | PCF   | Alban Bruneau              |       | PCF   |
| Le Havre-3               | Sophie Hervé               |       | PCF   | Sophie Hervé               |       | PCF   |
| Le Havre-4               | Louisa Couppey             |       | LR    | Louisa Couppey             |       | LR    |
| Le Havre-4               | Sébastien Tasserie         |       | DVD   | Pascal Cramoisan           |       | LR    |
| Le Havre-5               | Agnès Firmin-Le Bodo       |       | Agir  | Agnès Firmin-Le Bodo       |       | HOR   |
| Le Havre-5               | Patrick Teissere           |       | Agir  | Patrick Teissere           |       | HOR   |
| Le Havre-6               | Nicolas Beauché            |       | LR    | Christelle Msica-Guérout   |       | UDI   |
| Le Havre-6               | Christelle Msica Guerout   |       | UDI   | Florent Saint-Martin       |       | DVD   |
| Luneray                  | Chantal Cottereau          |       | UDI   | Chantal Cottereau          |       | UDI   |
| Luneray                  | Martial Hauguel            |       | DVD   | Vincent Renoux             |       | DVD   |
| Mesnil-Esnard            | Hélène Brohy               |       | DVD   | Julien Demazure            |       | DVD   |
| Mesnil-Esnard            | Patrick Chauvet            |       | LC    | Delphine Duramé            |       | DVD   |
| Mont-Saint-Aignan        | Bertrand Bellanger         |       | LREM  | Bertrand Bellanger         |       | LREM  |
| Mont-Saint-Aignan        | Catherine Flavigny         |       | LR    | Catherine Flavigny         |       | LR    |
| Neufchâtel-en-Bray       | Nicolas Bertrand           |       | LR    | Nicolas Bertrand           |       | LR    |
| Neufchâtel-en-Bray       | Yvette Lorand Pasquier     |       | UDI   | Armelle Biloquet           |       | DVD   |
| Notre-Dame-de-Bondeville | Guillaume Coutey           |       | PS    | Guillaume Coutey           |       | PS    |
| Notre-Dame-de-Bondeville | Agnès Largillet            |       | PS    | Agnès Largillet            |       | PS    |
| Octeville-sur-Mer        | Florence Durande           |       | LR    | Florence Durande           |       | LR    |
| Octeville-sur-Mer        | Jean-Louis Rousselin       |       | DVD   | Olivier Roche              |       | DVD   |
| Le Petit-Quevilly        | Pierre Carel               |       | PS    | Pierre Carel               |       | PS    |
| Le Petit-Quevilly        | Charlotte Goujon           |       | PS    | Charlotte Goujon           |       | PS    |
| Port-Jérôme-sur-Seine    | Martine Blondel            |       | PS    | Bastien Coriton            |       | PS    |
| Port-Jérôme-sur-Seine    | Bastien Coriton            |       | PS    | Patricia Renou             |       | DVG   |
| Rouen-1                  | Jean-François Bures        |       | LR    | Marie Fouquet              |       | PS    |
| Rouen-1                  | Marine Caron               |       | UDI   | Valentin Rasse Lambrecq    |       | PS    |
| Rouen-2                  | Christine de Cintré        |       | PS    | Jean-Michel Bérégovoy      |       | EÉLV  |
| Rouen-2                  | Ludovic Delesque           |       | PS    | Florence Hérouin-Léautey   |       | PS    |
| Rouen-3                  | Mamadou Diallo             |       | PS    | Caroline Dutarte           |       | PS    |
| Rouen-3                  | Caroline Dutarte           |       | PS    | Stéphane Martot            |       | EÉLV  |
| Saint-Étienne-du-Rouvray | Stéphane Barré             |       | PCF   | Séverine Botte             |       | PCF   |
| Saint-Étienne-du-Rouvray | Séverine Botte             |       | PCF   | Joachim Moyse              |       | PCF   |
| Saint-Romain-de-Colbosc  | Sophie Allais              |       | LR    | David Guerin               |       | DVC   |
| Saint-Romain-de-Colbosc  | Denis Merville             |       | LR    | Claire Gueroult            |       | UDI   |
| Saint-Valery-en-Caux     | Jean-Louis Chauvensy       |       | LR    | Jérôme Lheureux            |       | UDI   |
| Saint-Valery-en-Caux     | Cécile Sineau-Patry        |       | UDI   | Cécile Sineau-Patry        |       | LR    |
| Sotteville-lès-Rouen     | Catherine Depitre          |       | DVG   | Léa Pawelski               |       | PS    |
| Sotteville-lès-Rouen     | Alexis Ragache             |       | PS    | Alexis Ragache             |       | PS    |
| Yvetot                   | Charlotte Masset           |       | UDI   | Séverine Gest              |       | DVD   |
| Yvetot                   | Alfred Trassy-Paillogues   |       | LR    | Didier Terrier             |       | DVD   |

## Résultats par canton
Les binômes sont présentés par ordre décroissant des résultats au premier tour. En cas de victoire au second tour du binôme arrivé en deuxième place au premier, ses résultats sont indiqués en gras.

### Canton de Barentin
| Candidats                | Candidats                | Partis                   | Nuance                   | Premier tour | Premier tour | Second tour | Second tour |
| Candidats                | Candidats                | Partis                   | Nuance                   | Voix         | %            | Voix        | %           |
| ------------------------ | ------------------------ | ------------------------ | ------------------------ | ------------ | ------------ | ----------- | ----------- |
|                          | Christophe Bouillon      | PS                       | SOC                      | 5 809        | 61,43        | 7 151       | 77,18       |
|                          | Pierrette Canu           | PS                       | SOC                      | 5 809        | 61,43        | 7 151       | 77,18       |
|                          | Muriel Poindefer         | RN                       | RN                       | 1 961        | 20,74        | 2 114       | 22,82       |
|                          | Christian Sene           | RN                       | RN                       | 1 961        | 20,74        | 2 114       | 22,82       |
|                          | Paul Bonmartel           | LREM                     | UCD                      | 1 150        | 12,16        |             |             |
|                          | Dominique Lasnez         | LR                       | UCD                      | 1 150        | 12,16        |             |             |
|                          | Axel Blanchet            | PCF                      | UG                       | 536          | 5,67         |             |             |
|                          | Aurélie Nicolle          | LFI                      | UG                       | 536          | 5,67         |             |             |
|                          |                          |                          |                          |              |              |             |             |
| Suffrages exprimés       | Suffrages exprimés       | Suffrages exprimés       | Suffrages exprimés       | 9 456        | 96,89        | 9 265       | 95,25       |
| Votes blancs             | Votes blancs             | Votes blancs             | Votes blancs             | 188          | 1,93         | 303         | 3,12        |
| Votes nuls               | Votes nuls               | Votes nuls               | Votes nuls               | 116          | 1,19         | 159         | 1,63        |
| Total                    | Total                    | Total                    | Total                    | 9 760        | 100          | 9 727       | 100         |
| Abstention               | Abstention               | Abstention               | Abstention               | 21 254       | 68,53        | 21 257      | 68,61       |
| Inscrits / participation | Inscrits / participation | Inscrits / participation | Inscrits / participation | 31 014       | 31,47        | 30 984      | 31,39       |

### Canton de Bois-Guillaume
| Candidats                | Candidats                | Partis                   | Nuance                   | Premier tour | Premier tour | Second tour | Second tour |
| Candidats                | Candidats                | Partis                   | Nuance                   | Voix         | %            | Voix        | %           |
| ------------------------ | ------------------------ | ------------------------ | ------------------------ | ------------ | ------------ | ----------- | ----------- |
|                          | Nathalie Lecordier       | DVD                      | UCD                      | 6 896        | 56,32        | 8 181       | 68,44       |
|                          | Pascal Martin            | MR                       | UCD                      | 6 896        | 56,32        | 8 181       | 68,44       |
|                          | Philippe Sauvajon        | ÉCO                      | UGE                      | 3 488        | 28,49        | 3 773       | 31,56       |
|                          | Mélanie Vauchel          | DVG                      | UGE                      | 3 488        | 28,49        | 3 773       | 31,56       |
|                          | Solange Coicault         | RN                       | RN                       | 1 861        | 15,20        |             |             |
|                          | Frédéric Mazier          | RN                       | RN                       | 1 861        | 15,20        |             |             |
|                          |                          |                          |                          |              |              |             |             |
| Suffrages exprimés       | Suffrages exprimés       | Suffrages exprimés       | Suffrages exprimés       | 12 245       | 96,42        | 11 954      | 95,02       |
| Votes blancs             | Votes blancs             | Votes blancs             | Votes blancs             | 331          | 2,61         | 470         | 3,74        |
| Votes nuls               | Votes nuls               | Votes nuls               | Votes nuls               | 123          | 0,97         | 156         | 1,24        |
| Total                    | Total                    | Total                    | Total                    | 12 699       | 100          | 12 580      | 100         |
| Abstention               | Abstention               | Abstention               | Abstention               | 21 179       | 62,52        | 21 301      | 62,87       |
| Inscrits / participation | Inscrits / participation | Inscrits / participation | Inscrits / participation | 33 878       | 37,48        | 33 881      | 37,13       |

### Canton de Bolbec
| Candidats                | Candidats                | Partis                   | Nuance                   | Premier tour | Premier tour | Second tour | Second tour |
| Candidats                | Candidats                | Partis                   | Nuance                   | Voix         | %            | Voix        | %           |
| ------------------------ | ------------------------ | ------------------------ | ------------------------ | ------------ | ------------ | ----------- | ----------- |
|                          | Dominique Métot          | DVG                      | DVG                      | 3 057        | 42,83        | 5 036       | 70,62       |
|                          | Murielle Moutier Lecerf  | DVG                      | DVG                      | 3 057        | 42,83        | 5 036       | 70,62       |
|                          | Florence Guérin          | RN                       | RN                       | 1 872        | 26,23        | 2 095       | 29,38       |
|                          | Clément Quevilly         | RN                       | RN                       | 1 872        | 26,23        | 2 095       | 29,38       |
|                          | Christine Dechamps       | DVG                      | UGE                      | 1 453        | 20,36        |             |             |
|                          | Jean-Marc Orain          | EÉLV                     | UGE                      | 1 453        | 20,36        |             |             |
|                          | David Duhamel            | PCF                      | COM                      | 755          | 10,58        |             |             |
|                          | Nathalie Martot          | DVG                      | COM                      | 755          | 10,58        |             |             |
|                          |                          |                          |                          |              |              |             |             |
| Suffrages exprimés       | Suffrages exprimés       | Suffrages exprimés       | Suffrages exprimés       | 7 137        | 96,30        | 7 131       | 94,03       |
| Votes blancs             | Votes blancs             | Votes blancs             | Votes blancs             | 175          | 2,36         | 310         | 4,09        |
| Votes nuls               | Votes nuls               | Votes nuls               | Votes nuls               | 99           | 1,34         | 143         | 1,89        |
| Total                    | Total                    | Total                    | Total                    | 7 411        | 100          | 7 584       | 100         |
| Abstention               | Abstention               | Abstention               | Abstention               | 19 444       | 72,40        | 19 281      | 71,77       |
| Inscrits / participation | Inscrits / participation | Inscrits / participation | Inscrits / participation | 26 855       | 27,60        | 26 855      | 28,23       |

### Canton de Canteleu
| Candidats                | Candidats                | Partis                   | Nuance                   | Premier tour | Premier tour | Second tour | Second tour |
| Candidats                | Candidats                | Partis                   | Nuance                   | Voix         | %            | Voix        | %           |
| ------------------------ | ------------------------ | ------------------------ | ------------------------ | ------------ | ------------ | ----------- | ----------- |
|                          | David Lamiray            | PS                       | SOC                      | 2 707        | 52,34        | 3 742       | 73,44       |
|                          | Brigitte Manzanarès      | PS                       | SOC                      | 2 707        | 52,34        | 3 742       | 73,44       |
|                          | Salomée Tessier          | RN                       | RN                       | 1 082        | 20,92        | 1 353       | 26,56       |
|                          | Anthony Vanhese          | RN                       | RN                       | 1 082        | 20,92        | 1 353       | 26,56       |
|                          | Brigitte Montier         | PCF                      | COM                      | 730          | 14,11        |             |             |
|                          | Guy Wurcker              | PCF                      | COM                      | 730          | 14,11        |             |             |
|                          | Corinne Goudemare        | LR                       | UCD                      | 653          | 12,63        |             |             |
|                          | Laurent Thiebaut         | LR                       | UCD                      | 653          | 12,63        |             |             |
|                          |                          |                          |                          |              |              |             |             |
| Suffrages exprimés       | Suffrages exprimés       | Suffrages exprimés       | Suffrages exprimés       | 5 172        | 94,95        | 5 095       | 92,03       |
| Votes blancs             | Votes blancs             | Votes blancs             | Votes blancs             | 159          | 2,92         | 267         | 4,82        |
| Votes nuls               | Votes nuls               | Votes nuls               | Votes nuls               | 116          | 2,13         | 174         | 3,14        |
| Total                    | Total                    | Total                    | Total                    | 5 447        | 100          | 5 536       | 100         |
| Abstention               | Abstention               | Abstention               | Abstention               | 12 134       | 69,02        | 12 049      | 68,52       |
| Inscrits / participation | Inscrits / participation | Inscrits / participation | Inscrits / participation | 17 581       | 30,98        | 17 585      | 31,48       |

### Canton de Caudebec-lès-Elbeuf
| Candidats                | Candidats                | Partis                   | Nuance                   | Premier tour | Premier tour | Second tour | Second tour |
| Candidats                | Candidats                | Partis                   | Nuance                   | Voix         | %            | Voix        | %           |
| ------------------------ | ------------------------ | ------------------------ | ------------------------ | ------------ | ------------ | ----------- | ----------- |
|                          | Frédéric Marche          | DVG                      | UG                       | 2 416        | 33,43        | 3 438       | 53,61       |
|                          | Nadia Mezrar             | PS                       | UG                       | 2 416        | 33,43        | 3 438       | 53,61       |
|                          | Fernand Dacosta          | DVC                      | DIV                      | 1 933        | 26,74        | 2 975       | 46,39       |
|                          | Hélène Moinerie          | DVC                      | DIV                      | 1 933        | 26,74        | 2 975       | 46,39       |
|                          | Juliette Carpentier      | RN                       | RN                       | 1 759        | 24,34        |             |             |
|                          | Bastien Holingue         | RN                       | RN                       | 1 759        | 24,34        |             |             |
|                          | Nadia Dos Santos         | PCF                      | COM                      | 1 120        | 15,50        |             |             |
|                          | Noël Levillain           | PCF                      | COM                      | 1 120        | 15,50        |             |             |
|                          |                          |                          |                          |              |              |             |             |
| Suffrages exprimés       | Suffrages exprimés       | Suffrages exprimés       | Suffrages exprimés       | 7 228        | 95,44        | 6 413       | 87,96       |
| Votes blancs             | Votes blancs             | Votes blancs             | Votes blancs             | 254          | 3,35         | 607         | 8,33        |
| Votes nuls               | Votes nuls               | Votes nuls               | Votes nuls               | 91           | 1,20         | 271         | 3,72        |
| Total                    | Total                    | Total                    | Total                    | 7 573        | 100          | 7 291       | 100         |
| Abstention               | Abstention               | Abstention               | Abstention               | 17 268       | 69,51        | 17 551      | 70,65       |
| Inscrits / participation | Inscrits / participation | Inscrits / participation | Inscrits / participation | 24 841       | 30,49        | 24 842      | 29,35       |

### Canton de Darnétal
| Candidats                | Candidats                | Partis                   | Nuance                   | Premier tour | Premier tour | Second tour | Second tour |
| Candidats                | Candidats                | Partis                   | Nuance                   | Voix         | %            | Voix        | %           |
| ------------------------ | ------------------------ | ------------------------ | ------------------------ | ------------ | ------------ | ----------- | ----------- |
|                          | Laurent Grelaud          | DVG                      | DVG                      | 3 392        | 37,76        | 4 633       | 53,25       |
|                          | Séverine Groult          | DVG                      | DVG                      | 3 392        | 37,76        | 4 633       | 53,25       |
|                          | Benoît Anquetin          | DVG                      | DVG                      | 3 044        | 33,89        | 4 067       | 46,75       |
|                          | Marylène Follet          | PS                       | DVG                      | 3 044        | 33,89        | 4 067       | 46,75       |
|                          | Mélanie Hamon            | RN                       | RN                       | 1 783        | 19,85        |             |             |
|                          | Thibault Heldebaume      | RN                       | RN                       | 1 783        | 19,85        |             |             |
|                          | Taïeb Berkani            | LFI                      | FI                       | 763          | 8,49         |             |             |
|                          | Annick Mancelle          | LFI                      | FI                       | 763          | 8,49         |             |             |
|                          |                          |                          |                          |              |              |             |             |
| Suffrages exprimés       | Suffrages exprimés       | Suffrages exprimés       | Suffrages exprimés       | 8 982        | 95,67        | 8 700       | 91,37       |
| Votes blancs             | Votes blancs             | Votes blancs             | Votes blancs             | 287          | 3,06         | 608         | 6,39        |
| Votes nuls               | Votes nuls               | Votes nuls               | Votes nuls               | 120          | 1,28         | 214         | 2,25        |
| Total                    | Total                    | Total                    | Total                    | 9 389        | 100          | 9 522       | 100         |
| Abstention               | Abstention               | Abstention               | Abstention               | 18 032       | 65,76        | 17 904      | 65,28       |
| Inscrits / participation | Inscrits / participation | Inscrits / participation | Inscrits / participation | 27 421       | 34,24        | 27 426      | 34,72       |

### Canton de Dieppe-1
| Candidats                | Candidats                | Partis                   | Nuance                   | Premier tour | Premier tour | Second tour | Second tour |
| Candidats                | Candidats                | Partis                   | Nuance                   | Voix         | %            | Voix        | %           |
| ------------------------ | ------------------------ | ------------------------ | ------------------------ | ------------ | ------------ | ----------- | ----------- |
|                          | André Gautier            | LR                       | UD                       | 3 868        | 42,50        | 4 963       | 54,18       |
|                          | Imelda Vandecandelaere   | DVD                      | UD                       | 3 868        | 42,50        | 4 963       | 54,18       |
|                          | Julie Anger              | PCF                      | COM                      | 3 744        | 41,14        | 4 197       | 45,82       |
|                          | Luc Desmarest            | PCF                      | COM                      | 3 744        | 41,14        | 4 197       | 45,82       |
|                          | Sylvie Dargent           | RN                       | RN                       | 1 489        | 16,36        |             |             |
|                          | Louis-Armand de Béjarry  | RN                       | RN                       | 1 489        | 16,36        |             |             |
|                          |                          |                          |                          |              |              |             |             |
| Suffrages exprimés       | Suffrages exprimés       | Suffrages exprimés       | Suffrages exprimés       | 9 101        | 94,88        | 9 160       | 93,76       |
| Votes blancs             | Votes blancs             | Votes blancs             | Votes blancs             | 347          | 3,62         | 435         | 4,45        |
| Votes nuls               | Votes nuls               | Votes nuls               | Votes nuls               | 144          | 1,50         | 175         | 1,79        |
| Total                    | Total                    | Total                    | Total                    | 9 592        | 100          | 9 770       | 100         |
| Abstention               | Abstention               | Abstention               | Abstention               | 15 514       | 61,79        | 15 339      | 61,09       |
| Inscrits / participation | Inscrits / participation | Inscrits / participation | Inscrits / participation | 25 106       | 38,21        | 25 109      | 38,91       |

### Canton de Dieppe-2
| Candidats                | Candidats                | Partis                   | Nuance                   | Premier tour | Premier tour | Second tour | Second tour |
| Candidats                | Candidats                | Partis                   | Nuance                   | Voix         | %            | Voix        | %           |
| ------------------------ | ------------------------ | ------------------------ | ------------------------ | ------------ | ------------ | ----------- | ----------- |
|                          | Maryline Fournier        | PCF                      | COM                      | 4 753        | 46,29        | 5 650       | 56,58       |
|                          | Nicolas Langlois         | PCF                      | COM                      | 4 753        | 46,29        | 5 650       | 56,58       |
|                          | Blandine Lefebvre        | UDI                      | UCD                      | 3 293        | 32,07        | 4 335       | 43,42       |
|                          | Jean-Christophe Lemaire  | LR                       | UCD                      | 3 293        | 32,07        | 4 335       | 43,42       |
|                          | Alexis Perrier           | RN                       | RN                       | 2 221        | 21,63        |             |             |
|                          | Claudine Robert          | RN                       | RN                       | 2 221        | 21,63        |             |             |
|                          |                          |                          |                          |              |              |             |             |
| Suffrages exprimés       | Suffrages exprimés       | Suffrages exprimés       | Suffrages exprimés       | 10 267       | 95,86        | 9 985       | 93,21       |
| Votes blancs             | Votes blancs             | Votes blancs             | Votes blancs             | 290          | 2,71         | 567         | 5,01        |
| Votes nuls               | Votes nuls               | Votes nuls               | Votes nuls               | 153          | 1,43         | 190         | 1,77        |
| Total                    | Total                    | Total                    | Total                    | 10 710       | 100          | 10 712      | 100         |
| Abstention               | Abstention               | Abstention               | Abstention               | 18 776       | 63,68        | 18 776      | 63,67       |
| Inscrits / participation | Inscrits / participation | Inscrits / participation | Inscrits / participation | 29 486       | 36,32        | 29 488      | 36,33       |

### Canton d'Elbeuf
| Candidats                | Candidats                | Partis                   | Nuance                   | Premier tour | Premier tour | Second tour | Second tour |
| Candidats                | Candidats                | Partis                   | Nuance                   | Voix         | %            | Voix        | %           |
| ------------------------ | ------------------------ | ------------------------ | ------------------------ | ------------ | ------------ | ----------- | ----------- |
|                          | Julie Lesage             | PS                       | SOC                      | 2 841        | 50,35        | 3 882       | 72,81       |
|                          | Didier Marie             | PS                       | SOC                      | 2 841        | 50,35        | 3 882       | 72,81       |
|                          | Jimmy Finot              | RN                       | RN                       | 1 190        | 21,09        | 1 450       | 27,19       |
|                          | Stelly Leroux            | RN                       | RN                       | 1 190        | 21,09        | 1 450       | 27,19       |
|                          | Denis Sagot              | PCF                      | COM                      | 901          | 15,97        |             |             |
|                          | Jennifer Serait          | PCF                      | COM                      | 901          | 15,97        |             |             |
|                          | Loïc Devaux              | DVD                      | DVD                      | 710          | 12,58        |             |             |
|                          | Lydie Meyer              | DVD                      | DVD                      | 710          | 12,58        |             |             |
|                          |                          |                          |                          |              |              |             |             |
| Suffrages exprimés       | Suffrages exprimés       | Suffrages exprimés       | Suffrages exprimés       | 5 642        | 96,54        | 5 332       | 92,15       |
| Votes blancs             | Votes blancs             | Votes blancs             | Votes blancs             | 126          | 2,16         | 294         | 5,08        |
| Votes nuls               | Votes nuls               | Votes nuls               | Votes nuls               | 76           | 1,30         | 160         | 2,77        |
| Total                    | Total                    | Total                    | Total                    | 5 844        | 100          | 5 786       | 100         |
| Abstention               | Abstention               | Abstention               | Abstention               | 14 122       | 70,73        | 14 183      | 71,03       |
| Inscrits / participation | Inscrits / participation | Inscrits / participation | Inscrits / participation | 19 966       | 29,27        | 19 969      | 28,97       |

### Canton d'Eu
| Candidats                | Candidats                | Partis                   | Nuance                   | Premier tour | Premier tour | Second tour | Second tour |
| Candidats                | Candidats                | Partis                   | Nuance                   | Voix         | %            | Voix        | %           |
| ------------------------ | ------------------------ | ------------------------ | ------------------------ | ------------ | ------------ | ----------- | ----------- |
|                          | Valérie Garraud          | DVG                      | UG                       | 4 049        | 43,87        | 4 757       | 55,32       |
|                          | Laurent Jacques          | PCF                      | UG                       | 4 049        | 43,87        | 4 757       | 55,32       |
|                          | Jean-Claude Quenot       | SE                       | DIV                      | 2 739        | 29,68        | 3 842       | 44,68       |
|                          | Marie-Pierre Tailleux    | SE                       | DIV                      | 2 739        | 29,68        | 3 842       | 44,68       |
|                          | Arlette Bellanger        | RN                       | RN                       | 2 441        | 26,45        |             |             |
|                          | Patrice Martin           | RN                       | RN                       | 2 441        | 26,45        |             |             |
|                          |                          |                          |                          |              |              |             |             |
| Suffrages exprimés       | Suffrages exprimés       | Suffrages exprimés       | Suffrages exprimés       | 9 229        | 94,95        | 8 599       | 91,60       |
| Votes blancs             | Votes blancs             | Votes blancs             | Votes blancs             | 312          | 3,21         | 548         | 5,84        |
| Votes nuls               | Votes nuls               | Votes nuls               | Votes nuls               | 179          | 1,84         | 241         | 2,57        |
| Total                    | Total                    | Total                    | Total                    | 9 720        | 100          | 9 388       | 100         |
| Abstention               | Abstention               | Abstention               | Abstention               | 17 509       | 64,30        | 17 845      | 65,53       |
| Inscrits / participation | Inscrits / participation | Inscrits / participation | Inscrits / participation | 27 229       | 35,70        | 27 233      | 34,47       |

### Canton de Fécamp
| Candidats                | Candidats                | Partis                   | Nuance                   | Premier tour | Premier tour | Second tour | Second tour |
| Candidats                | Candidats                | Partis                   | Nuance                   | Voix         | %            | Voix        | %           |
| ------------------------ | ------------------------ | ------------------------ | ------------------------ | ------------ | ------------ | ----------- | ----------- |
|                          | Alain Bazille            | DVD                      | DVD                      | 3 776        | 42,72        | 4 909       | 56,82       |
|                          | Dominique Tessier        | DVD                      | DVD                      | 3 776        | 42,72        | 4 909       | 56,82       |
|                          | Emmanuel Patry           | PS                       | UGE                      | 2 476        | 28,02        | 3 731       | 43,18       |
|                          | Émilie Tietto            | DVG                      | UGE                      | 2 476        | 28,02        | 3 731       | 43,18       |
|                          | Mathilde Duval           | RN                       | RN                       | 1 976        | 22,36        |             |             |
|                          | Pierre Le Coz            | RN                       | RN                       | 1 976        | 22,36        |             |             |
|                          | Laetitia Boaretto        | LFI                      | FI                       | 610          | 6,90         |             |             |
|                          | Jean-Luc Dron            | LFI                      | FI                       | 610          | 6,90         |             |             |
|                          |                          |                          |                          |              |              |             |             |
| Suffrages exprimés       | Suffrages exprimés       | Suffrages exprimés       | Suffrages exprimés       | 8 838        | 95,71        | 8 640       | 92,32       |
| Votes blancs             | Votes blancs             | Votes blancs             | Votes blancs             | 250          | 2,71         | 492         | 5,26        |
| Votes nuls               | Votes nuls               | Votes nuls               | Votes nuls               | 146          | 1,58         | 227         | 2,43        |
| Total                    | Total                    | Total                    | Total                    | 9 234        | 100          | 9 359       | 100         |
| Abstention               | Abstention               | Abstention               | Abstention               | 20 757       | 69,21        | 20 640      | 68,80       |
| Inscrits / participation | Inscrits / participation | Inscrits / participation | Inscrits / participation | 29 991       | 30,79        | 29 999      | 31,20       |

### Canton de Gournay-en-Bray
| Candidats                | Candidats                | Partis                   | Nuance                   | Premier tour | Premier tour | Second tour | Second tour |
| Candidats                | Candidats                | Partis                   | Nuance                   | Voix         | %            | Voix        | %           |
| ------------------------ | ------------------------ | ------------------------ | ------------------------ | ------------ | ------------ | ----------- | ----------- |
|                          | Joël Decoudre            | LR                       | UCD                      | 4 227        | 47,53        | 5 685       | 66,97       |
|                          | Virginie Lucot-Avril     | LR                       | UCD                      | 4 227        | 47,53        | 5 685       | 66,97       |
|                          | Isabelle Bihet           | RN                       | RN                       | 2 503        | 28,15        | 2 804       | 33,03       |
|                          | Joël Duchaussoy          | RN                       | RN                       | 2 503        | 28,15        | 2 804       | 33,03       |
|                          | Thomas Hermand           | DVG                      | DVG                      | 2 163        | 24,32        |             |             |
|                          | Florence Legendre        | DVG                      | DVG                      | 2 163        | 24,32        |             |             |
|                          |                          |                          |                          |              |              |             |             |
| Suffrages exprimés       | Suffrages exprimés       | Suffrages exprimés       | Suffrages exprimés       | 8 893        | 95,29        | 8 489       | 91,53       |
| Votes blancs             | Votes blancs             | Votes blancs             | Votes blancs             | 286          | 3,06         | 562         | 6,06        |
| Votes nuls               | Votes nuls               | Votes nuls               | Votes nuls               | 154          | 1,65         | 224         | 2,42        |
| Total                    | Total                    | Total                    | Total                    | 9 333        | 100          | 9 275       | 100         |
| Abstention               | Abstention               | Abstention               | Abstention               | 17 633       | 65,39        | 17 697      | 65,61       |
| Inscrits / participation | Inscrits / participation | Inscrits / participation | Inscrits / participation | 26 966       | 34,61        | 26 972      | 34,39       |

### Canton du Grand-Quevilly
| Candidats                | Candidats                | Partis                   | Nuance                   | Premier tour | Premier tour | Second tour | Second tour |
| Candidats                | Candidats                | Partis                   | Nuance                   | Voix         | %            | Voix        | %           |
| ------------------------ | ------------------------ | ------------------------ | ------------------------ | ------------ | ------------ | ----------- | ----------- |
|                          | Tacko Diallo             | PS                       | SOC                      | 4 577        | 57,91        | 5 370       | 71,19       |
|                          | Nicolas Rouly            | PS                       | SOC                      | 4 577        | 57,91        | 5 370       | 71,19       |
|                          | Eve Froger               | RN                       | RN                       | 2 018        | 25,53        | 2 173       | 28,81       |
|                          | Stanislas Gryszata       | RN                       | RN                       | 2 018        | 25,53        | 2 173       | 28,81       |
|                          | Daniel Asse              | PCF                      | COM                      | 666          | 8,43         |             |             |
|                          | Christine Lamour         | PCF                      | COM                      | 666          | 8,43         |             |             |
|                          | Morgan Hebert            | SE                       | DIV                      | 642          | 8,12         |             |             |
|                          | Zohra Soula              | SE                       | DIV                      | 642          | 8,12         |             |             |
|                          |                          |                          |                          |              |              |             |             |
| Suffrages exprimés       | Suffrages exprimés       | Suffrages exprimés       | Suffrages exprimés       | 7 903        | 96,47        | 7 543       | 95,08       |
| Votes blancs             | Votes blancs             | Votes blancs             | Votes blancs             | 178          | 2,17         | 243         | 3,06        |
| Votes nuls               | Votes nuls               | Votes nuls               | Votes nuls               | 111          | 1,35         | 147         | 1,85        |
| Total                    | Total                    | Total                    | Total                    | 8 192        | 100          | 7 933       | 100         |
| Abstention               | Abstention               | Abstention               | Abstention               | 16 493       | 66,81        | 16 750      | 67,86       |
| Inscrits / participation | Inscrits / participation | Inscrits / participation | Inscrits / participation | 24 685       | 33,19        | 24 683      | 32,14       |

### Canton du Havre-1
| Candidats                | Candidats                  | Partis                   | Nuance                   | Premier tour | Premier tour | Second tour | Second tour |
| Candidats                | Candidats                  | Partis                   | Nuance                   | Voix         | %            | Voix        | %           |
| ------------------------ | -------------------------- | ------------------------ | ------------------------ | ------------ | ------------ | ----------- | ----------- |
|                          | Christian Duval            | LR                       | DVD                      | 1 540        | 32,90        | 2 657       | 57,86       |
|                          | Florence Thibaudeau-Rainot | DVD                      | DVD                      | 1 540        | 32,90        | 2 657       | 57,86       |
|                          | Nathalie Nail              | PCF                      | UG                       | 1 361        | 29,07        | 1 935       | 42,14       |
|                          | Jean-François Queron       | LFI                      | UG                       | 1 361        | 29,07        | 1 935       | 42,14       |
|                          | Frédéric Groussard         | RN                       | RN                       | 1 008        | 21,53        |             |             |
|                          | Candy Minot                | RN                       | RN                       | 1 008        | 21,53        |             |             |
|                          | Jacques Forestier          | DVD                      | DVD                      | 399          | 8,52         |             |             |
|                          | Marylène Goupil            | DVD                      | DVD                      | 399          | 8,52         |             |             |
|                          | Lauriane Coufourier        | PRG                      | RDG                      | 373          | 7,97         |             |             |
|                          | Joël Jouault               | PRG                      | RDG                      | 373          | 7,97         |             |             |
|                          |                            |                          |                          |              |              |             |             |
| Suffrages exprimés       | Suffrages exprimés         | Suffrages exprimés       | Suffrages exprimés       | 4 681        | 93,40        | 4 592       | 88,49       |
| Votes blancs             | Votes blancs               | Votes blancs             | Votes blancs             | 331          | 6,60         | 597         | 11,51       |
| Votes nuls               | Votes nuls                 | Votes nuls               | Votes nuls               | 0            | 0,00         | 0           | 0,00        |
| Total                    | Total                      | Total                    | Total                    | 5 012        | 100          | 5 189       | 100         |
| Abstention               | Abstention                 | Abstention               | Abstention               | 18 838       | 78,99        | 18 669      | 78,25       |
| Inscrits / participation | Inscrits / participation   | Inscrits / participation | Inscrits / participation | 23 850       | 21,01        | 23 858      | 21,75       |

### Canton du Havre-2
| Candidats                | Candidats                   | Partis                   | Nuance                   | Premier tour | Premier tour | Second tour | Second tour |
| Candidats                | Candidats                   | Partis                   | Nuance                   | Voix         | %            | Voix        | %           |
| ------------------------ | --------------------------- | ------------------------ | ------------------------ | ------------ | ------------ | ----------- | ----------- |
|                          | Jérôme Dubost               | PS                       | UG                       | 3 299        | 57,06        | 3 766       | 67,67       |
|                          | Christiane Morel            | PCF                      | UG                       | 3 299        | 57,06        | 3 766       | 67,67       |
|                          | Emmanuel Scoriel            | DVC                      | DVD                      | 1 271        | 21,98        | 1 799       | 32,33       |
|                          | Nacéra Vieublé              | DVG                      | DVD                      | 1 271        | 21,98        | 1 799       | 32,33       |
|                          | Philippe Fouché-Saillenfest | RN                       | RN                       | 1 212        | 20,96        |             |             |
|                          | Corinne Riquet-Boulier      | RN                       | RN                       | 1 212        | 20,96        |             |             |
|                          |                             |                          |                          |              |              |             |             |
| Suffrages exprimés       | Suffrages exprimés          | Suffrages exprimés       | Suffrages exprimés       | 5 782        | 96,32        | 5 565       | 92,94       |
| Votes blancs             | Votes blancs                | Votes blancs             | Votes blancs             | 167          | 2,78         | 330         | 5,51        |
| Votes nuls               | Votes nuls                  | Votes nuls               | Votes nuls               | 54           | 0,90         | 93          | 1,55        |
| Total                    | Total                       | Total                    | Total                    | 6 003        | 100          | 5 988       | 100         |
| Abstention               | Abstention                  | Abstention               | Abstention               | 17 115       | 74,03        | 17 139      | 74,11       |
| Inscrits / participation | Inscrits / participation    | Inscrits / participation | Inscrits / participation | 23 118       | 25,97        | 23 127      | 25,89       |

### Canton du Havre-3
| Candidats                | Candidats                | Partis                   | Nuance                   | Premier tour | Premier tour | Second tour | Second tour |
| Candidats                | Candidats                | Partis                   | Nuance                   | Voix         | %            | Voix        | %           |
| ------------------------ | ------------------------ | ------------------------ | ------------------------ | ------------ | ------------ | ----------- | ----------- |
|                          | Alban Bruneau            | PCF                      | COM                      | 2 483        | 52,93        | 3 116       | 71,45       |
|                          | Sophie Hervé             | PCF                      | COM                      | 2 483        | 52,93        | 3 116       | 71,45       |
|                          | Yannick Gibourdel        | RN                       | RN                       | 1 106        | 23,58        | 1 245       | 28,55       |
|                          | Christiane Payel         | RN                       | RN                       | 1 106        | 23,58        | 1 245       | 28,55       |
|                          | Wasil Echchenna          | DVG                      | DVG                      | 1 102        | 23,49        |             |             |
|                          | Isabelle Leveque         | DVG                      | DVG                      | 1 102        | 23,49        |             |             |
|                          |                          |                          |                          |              |              |             |             |
| Suffrages exprimés       | Suffrages exprimés       | Suffrages exprimés       | Suffrages exprimés       | 4 691        | 94,42        | 4 163       | 89,47       |
| Votes blancs             | Votes blancs             | Votes blancs             | Votes blancs             | 245          | 4,93         | 459         | 9,42        |
| Votes nuls               | Votes nuls               | Votes nuls               | Votes nuls               | 32           | 0,64         | 54          | 1,11        |
| Total                    | Total                    | Total                    | Total                    | 4 968        | 100          | 4 874       | 100         |
| Abstention               | Abstention               | Abstention               | Abstention               | 15 744       | 76,01        | 15 845      | 76,48       |
| Inscrits / participation | Inscrits / participation | Inscrits / participation | Inscrits / participation | 20 712       | 23,99        | 20 719      | 23,52       |

### Canton du Havre-4
| Candidats                | Candidats                | Partis                   | Nuance                   | Premier tour | Premier tour | Second tour | Second tour |
| Candidats                | Candidats                | Partis                   | Nuance                   | Voix         | %            | Voix        | %           |
| ------------------------ | ------------------------ | ------------------------ | ------------------------ | ------------ | ------------ | ----------- | ----------- |
|                          | Nadine Lahoussaine       | PCF                      | UG                       | 1 891        | 39,75        | 2 201       | 48,62       |
|                          | Laurent Logiou           | G.s                      | UG                       | 1 891        | 39,75        | 2 201       | 48,62       |
|                          | Louisa Couppey           | LR                       | DVD                      | 1 737        | 36,51        | 2 326       | 51,38       |
|                          | Pascal Cramoisan         | LR                       | DVD                      | 1 737        | 36,51        | 2 326       | 51,38       |
|                          | Christophe Hébert        | RN                       | RN                       | 1 129        | 23,73        |             |             |
|                          | Isabelle Le Coz          | RN                       | RN                       | 1 129        | 23,73        |             |             |
|                          |                          |                          |                          |              |              |             |             |
| Suffrages exprimés       | Suffrages exprimés       | Suffrages exprimés       | Suffrages exprimés       | 4 757        | 92,58        | 4 527       | 86,31       |
| Votes blancs             | Votes blancs             | Votes blancs             | Votes blancs             | 381          | 7,42         | 718         | 13,69       |
| Votes nuls               | Votes nuls               | Votes nuls               | Votes nuls               | 0            | 0,00         | 0           | 0,00        |
| Total                    | Total                    | Total                    | Total                    | 5 138        | 100          | 5 245       | 100         |
| Abstention               | Abstention               | Abstention               | Abstention               | 16 853       | 76,64        | 16 751      | 76,15       |
| Inscrits / participation | Inscrits / participation | Inscrits / participation | Inscrits / participation | 21 991       | 23,36        | 21 996      | 23,85       |

### Canton du Havre-5
| Candidats                | Candidats                | Partis                   | Nuance                   | Premier tour | Premier tour | Second tour | Second tour |
| Candidats                | Candidats                | Partis                   | Nuance                   | Voix         | %            | Voix        | %           |
| ------------------------ | ------------------------ | ------------------------ | ------------------------ | ------------ | ------------ | ----------- | ----------- |
|                          | Agnès Firmin-Le Bodo     | Agir                     | UCD                      | 2 918        | 52,90        | 3 489       | 62,46       |
|                          | Patrick Teissere         | Agir                     | UCD                      | 2 918        | 52,90        | 3 489       | 62,46       |
|                          | Gérald Hervieu           | EÉLV                     | UGE                      | 1 824        | 33,07        | 2 097       | 37,54       |
|                          | Valérie Levesques        | EÉLV                     | UGE                      | 1 824        | 33,07        | 2 097       | 37,54       |
|                          | Josiane Couturier        | RN                       | RN                       | 774          | 14,03        |             |             |
|                          | Florian Daveau           | RN                       | RN                       | 774          | 14,03        |             |             |
|                          |                          |                          |                          |              |              |             |             |
| Suffrages exprimés       | Suffrages exprimés       | Suffrages exprimés       | Suffrages exprimés       | 5 516        | 93,07        | 5 586       | 91,26       |
| Votes blancs             | Votes blancs             | Votes blancs             | Votes blancs             | 411          | 6,93         | 535         | 8,74        |
| Votes nuls               | Votes nuls               | Votes nuls               | Votes nuls               | 0            | 0,00         | 0           | 0,00        |
| Total                    | Total                    | Total                    | Total                    | 5 927        | 100          | 6 121       | 100         |
| Abstention               | Abstention               | Abstention               | Abstention               | 13 944       | 70,17        | 13 752      | 69,20       |
| Inscrits / participation | Inscrits / participation | Inscrits / participation | Inscrits / participation | 19 871       | 29,83        | 19 873      | 30,80       |

### Canton du Havre-6
| Candidats                | Candidats                | Partis                   | Nuance                   | Premier tour | Premier tour | Second tour | Second tour |
| Candidats                | Candidats                | Partis                   | Nuance                   | Voix         | %            | Voix        | %           |
| ------------------------ | ------------------------ | ------------------------ | ------------------------ | ------------ | ------------ | ----------- | ----------- |
|                          | Christelle Msica-Guérout | UDI                      | DVD                      | 4 591        | 55,31        | 5 686       | 68,72       |
|                          | Florent Saint-Martin     | DVD                      | DVD                      | 4 591        | 55,31        | 5 686       | 68,72       |
|                          | Théo Fortin              | PS                       | UGE                      | 1 551        | 18,69        | 2 588       | 31,28       |
|                          | Nadine Rozel             | EÉLV                     | UGE                      | 1 551        | 18,69        | 2 588       | 31,28       |
|                          | Virginie Dubos           | RN                       | RN                       | 1 227        | 14,78        |             |             |
|                          | Cédric Lecarpentier      | RN                       | RN                       | 1 227        | 14,78        |             |             |
|                          | Gaëlle Caetano           | DVG                      | UG                       | 931          | 11,22        |             |             |
|                          | Joffrey Langlois         | DVG                      | UG                       | 931          | 11,22        |             |             |
|                          |                          |                          |                          |              |              |             |             |
| Suffrages exprimés       | Suffrages exprimés       | Suffrages exprimés       | Suffrages exprimés       | 8 300        | 95,41        | 8 274       | 92,00       |
| Votes blancs             | Votes blancs             | Votes blancs             | Votes blancs             | 392          | 4,51         | 687         | 7,64        |
| Votes nuls               | Votes nuls               | Votes nuls               | Votes nuls               | 7            | 0,08         | 32          | 0,36        |
| Total                    | Total                    | Total                    | Total                    | 8 699        | 100          | 8 993       | 100         |
| Abstention               | Abstention               | Abstention               | Abstention               | 17 765       | 67,13        | 17 472      | 66,02       |
| Inscrits / participation | Inscrits / participation | Inscrits / participation | Inscrits / participation | 26 464       | 32,87        | 26 465      | 33,98       |

### Canton de Luneray
| Candidats                | Candidats                | Partis                   | Nuance                   | Premier tour | Premier tour | Second tour | Second tour |
| Candidats                | Candidats                | Partis                   | Nuance                   | Voix         | %            | Voix        | %           |
| ------------------------ | ------------------------ | ------------------------ | ------------------------ | ------------ | ------------ | ----------- | ----------- |
|                          | Chantal Cottereau        | UDI                      | UCD                      | 3 883        | 42,51        | 5 731       | 68,45       |
|                          | Vincent Renoux           | DVD                      | UCD                      | 3 883        | 42,51        | 5 731       | 68,45       |
|                          | Denis Bernaville         | RN                       | RN                       | 2 323        | 25,43        | 2 642       | 31,55       |
|                          | Stacy Blondel            | RN                       | RN                       | 2 323        | 25,43        | 2 642       | 31,55       |
|                          | Jean-Yves Billoré-Tennah | G.s                      | UG                       | 1 906        | 20,86        |             |             |
|                          | Myriam Delaunay          | DVG                      | UG                       | 1 906        | 20,86        |             |             |
|                          | Handy Barré              | PCF                      | COM                      | 1 023        | 11,20        |             |             |
|                          | Aline Raymond            | PCF                      | COM                      | 1 023        | 11,20        |             |             |
|                          |                          |                          |                          |              |              |             |             |
| Suffrages exprimés       | Suffrages exprimés       | Suffrages exprimés       | Suffrages exprimés       | 9 135        | 94,63        | 8 373       | 90,95       |
| Votes blancs             | Votes blancs             | Votes blancs             | Votes blancs             | 332          | 3,44         | 618         | 6,71        |
| Votes nuls               | Votes nuls               | Votes nuls               | Votes nuls               | 186          | 1,93         | 215         | 2,34        |
| Total                    | Total                    | Total                    | Total                    | 9 653        | 100          | 9 206       | 100         |
| Abstention               | Abstention               | Abstention               | Abstention               | 16 837       | 63,56        | 17 298      | 65,27       |
| Inscrits / participation | Inscrits / participation | Inscrits / participation | Inscrits / participation | 26 490       | 36,44        | 26 504      | 34,73       |

### Canton du Mesnil-Esnard
| Candidats                | Candidats                | Partis                   | Nuance                   | Premier tour | Premier tour | Second tour | Second tour |
| Candidats                | Candidats                | Partis                   | Nuance                   | Voix         | %            | Voix        | %           |
| ------------------------ | ------------------------ | ------------------------ | ------------------------ | ------------ | ------------ | ----------- | ----------- |
|                          | Julien Demazure          | DVD                      | UD                       | 3 993        | 32,69        | 6 729       | 62,27       |
|                          | Delphine Duramé          | DVD                      | UD                       | 3 993        | 32,69        | 6 729       | 62,27       |
|                          | Christophe Hoguet        | DVD                      | UCD                      | 2 938        | 24,05        | 4 077       | 37,73       |
|                          | Annie Vidal              | LREM                     | UCD                      | 2 938        | 24,05        | 4 077       | 37,73       |
|                          | Lucie Delestre           | RN                       | RN                       | 2 807        | 22,98        |             |             |
|                          | Léon Levasseur           | RN                       | RN                       | 2 807        | 22,98        |             |             |
|                          | Sébastien Duval          | LFI                      | DIV                      | 2 478        | 20,28        |             |             |
|                          | Lucie Gougeon            | GRS                      | DIV                      | 2 478        | 20,28        |             |             |
|                          |                          |                          |                          |              |              |             |             |
| Suffrages exprimés       | Suffrages exprimés       | Suffrages exprimés       | Suffrages exprimés       | 12 216       | 96,34        | 10 806      | 86,26       |
| Votes blancs             | Votes blancs             | Votes blancs             | Votes blancs             | 351          | 2,77         | 1 361       | 10,86       |
| Votes nuls               | Votes nuls               | Votes nuls               | Votes nuls               | 113          | 0,89         | 360         | 2,87        |
| Total                    | Total                    | Total                    | Total                    | 12 680       | 100          | 12 527      | 100         |
| Abstention               | Abstention               | Abstention               | Abstention               | 23 043       | 64,50        | 23 206      | 64,94       |
| Inscrits / participation | Inscrits / participation | Inscrits / participation | Inscrits / participation | 35 723       | 35,50        | 35 733      | 35,06       |

### Canton de Mont-Saint-Aignan
| Candidats                | Candidats                | Partis                   | Nuance                   | Premier tour | Premier tour | Second tour | Second tour |
| Candidats                | Candidats                | Partis                   | Nuance                   | Voix         | %            | Voix        | %           |
| ------------------------ | ------------------------ | ------------------------ | ------------------------ | ------------ | ------------ | ----------- | ----------- |
|                          | Bertrand Bellanger       | LREM                     | UD                       | 3 048        | 48,20        | 3 700       | 60,00       |
|                          | Catherine Flavigny       | LR                       | UD                       | 3 048        | 48,20        | 3 700       | 60,00       |
|                          | Vincent Duchaussoy       | PS                       | UGE                      | 1 731        | 27,38        | 2 467       | 40,00       |
|                          | Élisabeth Lair           | EÉLV                     | UGE                      | 1 731        | 27,38        | 2 467       | 40,00       |
|                          | Frédéric Bouquet         | RN                       | RN                       | 886          | 14,01        |             |             |
|                          | Constance Caumont        | RN                       | RN                       | 886          | 14,01        |             |             |
|                          | Christine Leclercq       | PCF                      | COM                      | 658          | 10,41        |             |             |
|                          | Yoann Ridez              | PCF                      | COM                      | 658          | 10,41        |             |             |
|                          |                          |                          |                          |              |              |             |             |
| Suffrages exprimés       | Suffrages exprimés       | Suffrages exprimés       | Suffrages exprimés       | 6 323        | 97,62        | 6 167       | 94,25       |
| Votes blancs             | Votes blancs             | Votes blancs             | Votes blancs             | 97           | 1,50         | 238         | 3,64        |
| Votes nuls               | Votes nuls               | Votes nuls               | Votes nuls               | 57           | 0,88         | 138         | 2,11        |
| Total                    | Total                    | Total                    | Total                    | 6 477        | 100          | 6 543       | 100         |
| Abstention               | Abstention               | Abstention               | Abstention               | 12 836       | 66,46        | 12 777      | 66,13       |
| Inscrits / participation | Inscrits / participation | Inscrits / participation | Inscrits / participation | 19 313       | 33,54        | 19 320      | 33,87       |

### Canton de Neufchâtel-en-Bray
| Candidats                | Candidats                | Partis                   | Nuance                   | Premier tour | Premier tour | Second tour | Second tour |
| Candidats                | Candidats                | Partis                   | Nuance                   | Voix         | %            | Voix        | %           |
| ------------------------ | ------------------------ | ------------------------ | ------------------------ | ------------ | ------------ | ----------- | ----------- |
|                          | Nicolas Bertrand         | LR                       | DVD                      | 5 079        | 54,74        | 6 277       | 72,52       |
|                          | Armelle Biloquet         | DVD                      | DVD                      | 5 079        | 54,74        | 6 277       | 72,52       |
|                          | Jérémy Deporge           | RN                       | RN                       | 2 116        | 22,80        | 2 379       | 27,48       |
|                          | Florence Huray           | RN                       | RN                       | 2 116        | 22,80        | 2 379       | 27,48       |
|                          | Clémence Lemonnier       | SE                       | DIV                      | 2 084        | 22,46        |             |             |
|                          | Jean-François Paillard   | SE                       | DIV                      | 2 084        | 22,46        |             |             |
|                          |                          |                          |                          |              |              |             |             |
| Suffrages exprimés       | Suffrages exprimés       | Suffrages exprimés       | Suffrages exprimés       | 9 279        | 94,53        | 8 656       | 90,44       |
| Votes blancs             | Votes blancs             | Votes blancs             | Votes blancs             | 381          | 3,88         | 644         | 6,73        |
| Votes nuls               | Votes nuls               | Votes nuls               | Votes nuls               | 156          | 1,59         | 271         | 2,83        |
| Total                    | Total                    | Total                    | Total                    | 9 816        | 100          | 9 571       | 100         |
| Abstention               | Abstention               | Abstention               | Abstention               | 15 894       | 61,82        | 16 144      | 62,78       |
| Inscrits / participation | Inscrits / participation | Inscrits / participation | Inscrits / participation | 25 710       | 38,18        | 25 715      | 37,22       |

### Canton de Notre-Dame-de-Bondeville
| Candidats                | Candidats                | Partis                   | Nuance                   | Premier tour | Premier tour | Second tour | Second tour |
| Candidats                | Candidats                | Partis                   | Nuance                   | Voix         | %            | Voix        | %           |
| ------------------------ | ------------------------ | ------------------------ | ------------------------ | ------------ | ------------ | ----------- | ----------- |
|                          | Guillaume Coutey         | PS                       | SOC                      | 4 972        | 49,94        | 7 164       | 73,67       |
|                          | Agnès Largillet          | PS                       | SOC                      | 4 972        | 49,94        | 7 164       | 73,67       |
|                          | Julie Brohee             | RN                       | RN                       | 2 131        | 21,40        | 2 561       | 26,33       |
|                          | Christopher Genet        | RN                       | RN                       | 2 131        | 21,40        | 2 561       | 26,33       |
|                          | Béatrice Fercoq          | DVC                      | DVC                      | 1 938        | 19,47        |             |             |
|                          | Alain Ternisien          | MoDem                    | DVC                      | 1 938        | 19,47        |             |             |
|                          | Fiorella Bersoult        | LFI                      | UG                       | 915          | 9,19         |             |             |
|                          | Sébastien Gallot         | PCF                      | UG                       | 915          | 9,19         |             |             |
|                          |                          |                          |                          |              |              |             |             |
| Suffrages exprimés       | Suffrages exprimés       | Suffrages exprimés       | Suffrages exprimés       | 9 956        | 96,56        | 9 725       | 93,21       |
| Votes blancs             | Votes blancs             | Votes blancs             | Votes blancs             | 242          | 2,35         | 519         | 4,97        |
| Votes nuls               | Votes nuls               | Votes nuls               | Votes nuls               | 113          | 1,10         | 189         | 1,81        |
| Total                    | Total                    | Total                    | Total                    | 10 311       | 100          | 10 433      | 100         |
| Abstention               | Abstention               | Abstention               | Abstention               | 21 892       | 67,98        | 21 770      | 67,60       |
| Inscrits / participation | Inscrits / participation | Inscrits / participation | Inscrits / participation | 32 203       | 32,02        | 32 203      | 32,40       |

### Canton d'Octeville-sur-Mer
| Candidats                | Candidats                    | Partis                   | Nuance                   | Premier tour | Premier tour | Second tour | Second tour |
| Candidats                | Candidats                    | Partis                   | Nuance                   | Voix         | %            | Voix        | %           |
| ------------------------ | ---------------------------- | ------------------------ | ------------------------ | ------------ | ------------ | ----------- | ----------- |
|                          | Florence Durande             | LR                       | DVD                      | 3 626        | 39,02        | 5 140       | 58,32       |
|                          | Olivier Roche                | DVD                      | DVD                      | 3 626        | 39,02        | 5 140       | 58,32       |
|                          | François Auber               | DVG                      | UGE                      | 2 254        | 24,26        | 3 674       | 41,68       |
|                          | Anne-Dominique Hautot-Mougne | EÉLV                     | UGE                      | 2 254        | 24,26        | 3 674       | 41,68       |
|                          | Isabelle Ducoeurjoly         | RN                       | RN                       | 2 034        | 21,89        |             |             |
|                          | Bruno Maheu                  | RN                       | RN                       | 2 034        | 21,89        |             |             |
|                          | Martine Bouzonnie            | PCF                      | COM                      | 935          | 10,06        |             |             |
|                          | Lucas Degueur                | PCF                      | COM                      | 935          | 10,06        |             |             |
|                          | Béatrice Bunge               | SE                       | DIV                      | 443          | 4,77         |             |             |
|                          | Jean-Baptiste Renié          | SE                       | DIV                      | 443          | 4,77         |             |             |
|                          |                              |                          |                          |              |              |             |             |
| Suffrages exprimés       | Suffrages exprimés           | Suffrages exprimés       | Suffrages exprimés       | 9 292        | 95,48        | 8 814       | 91,57       |
| Votes blancs             | Votes blancs                 | Votes blancs             | Votes blancs             | 293          | 3,01         | 598         | 6,21        |
| Votes nuls               | Votes nuls                   | Votes nuls               | Votes nuls               | 147          | 1,51         | 213         | 2,21        |
| Total                    | Total                        | Total                    | Total                    | 9 732        | 100          | 9 625       | 100         |
| Abstention               | Abstention                   | Abstention               | Abstention               | 19 086       | 66,23        | 19 202      | 66,61       |
| Inscrits / participation | Inscrits / participation     | Inscrits / participation | Inscrits / participation | 28 818       | 33,77        | 28 827      | 33,39       |

### Canton du Petit-Quevilly
| Candidats                | Candidats                | Partis                   | Nuance                   | Premier tour | Premier tour | Second tour | Second tour |
| Candidats                | Candidats                | Partis                   | Nuance                   | Voix         | %            | Voix        | %           |
| ------------------------ | ------------------------ | ------------------------ | ------------------------ | ------------ | ------------ | ----------- | ----------- |
|                          | Pierre Carel             | PS                       | SOC                      | 2 229        | 49,02        | 3 265       | 73,74       |
|                          | Charlotte Goujon         | PS                       | SOC                      | 2 229        | 49,02        | 3 265       | 73,74       |
|                          | Franck Chapelle          | RN                       | RN                       | 985          | 21,66        | 1 163       | 26,26       |
|                          | Annick Vardon            | RN                       | RN                       | 985          | 21,66        | 1 163       | 26,26       |
|                          | Tiphaine Berthelot       | PCF                      | UG                       | 711          | 15,64        |             |             |
|                          | Pierre Le Saout          | LFI                      | UG                       | 711          | 15,64        |             |             |
|                          | Isabelle Lacaille        | DVC                      | UCG                      | 622          | 13,68        |             |             |
|                          | William Tchamaha         | LREM                     | UCG                      | 622          | 13,68        |             |             |
|                          |                          |                          |                          |              |              |             |             |
| Suffrages exprimés       | Suffrages exprimés       | Suffrages exprimés       | Suffrages exprimés       | 4 547        | 96,05        | 4 428       | 93,77       |
| Votes blancs             | Votes blancs             | Votes blancs             | Votes blancs             | 127          | 2,68         | 225         | 4,76        |
| Votes nuls               | Votes nuls               | Votes nuls               | Votes nuls               | 60           | 1,27         | 69          | 1,46        |
| Total                    | Total                    | Total                    | Total                    | 4 734        | 100          | 4 722       | 100         |
| Abstention               | Abstention               | Abstention               | Abstention               | 12 542       | 72,60        | 12 557      | 72,67       |
| Inscrits / participation | Inscrits / participation | Inscrits / participation | Inscrits / participation | 17 276       | 27,40        | 17 279      | 27,33       |

### Canton de Port-Jérôme-sur-Seine
| Candidats                | Candidats                | Partis                   | Nuance                   | Premier tour | Premier tour | Second tour | Second tour |
| Candidats                | Candidats                | Partis                   | Nuance                   | Voix         | %            | Voix        | %           |
| ------------------------ | ------------------------ | ------------------------ | ------------------------ | ------------ | ------------ | ----------- | ----------- |
|                          | Bastien Coriton          | PS                       | UG                       | 4 252        | 56,38        | 5 277       | 72,93       |
|                          | Patricia Renou           | DVG                      | UG                       | 4 252        | 56,38        | 5 277       | 72,93       |
|                          | Fabienne Duparc          | DVC                      | UCG                      | 1 472        | 19,52        | 1 959       | 27,07       |
|                          | Axel Franck              | DVC                      | UCG                      | 1 472        | 19,52        | 1 959       | 27,07       |
|                          | Jean-Cyril Montier       | RN                       | RN                       | 1 415        | 18,76        |             |             |
|                          | Anaïs Thomas             | RN                       | RN                       | 1 415        | 18,76        |             |             |
|                          | Martine Bonneville       | PCF                      | COM                      | 403          | 5,34         |             |             |
|                          | Christian Gratigny       | PCF                      | COM                      | 403          | 5,34         |             |             |
|                          |                          |                          |                          |              |              |             |             |
| Suffrages exprimés       | Suffrages exprimés       | Suffrages exprimés       | Suffrages exprimés       | 7 542        | 97,28        | 7 236       | 94,23       |
| Votes blancs             | Votes blancs             | Votes blancs             | Votes blancs             | 156          | 2,01         | 312         | 4,06        |
| Votes nuls               | Votes nuls               | Votes nuls               | Votes nuls               | 55           | 0,71         | 131         | 1,71        |
| Total                    | Total                    | Total                    | Total                    | 7 753        | 100          | 7 679       | 100         |
| Abstention               | Abstention               | Abstention               | Abstention               | 15 539       | 66,71        | 15 622      | 67,04       |
| Inscrits / participation | Inscrits / participation | Inscrits / participation | Inscrits / participation | 23 292       | 33,29        | 23 301      | 32,96       |

### Canton de Rouen-1
| Candidats                | Candidats                | Partis                   | Nuance                   | Premier tour | Premier tour | Second tour | Second tour |
| Candidats                | Candidats                | Partis                   | Nuance                   | Voix         | %            | Voix        | %           |
| ------------------------ | ------------------------ | ------------------------ | ------------------------ | ------------ | ------------ | ----------- | ----------- |
|                          | Jean-François Bures      | LR                       | UCD                      | 2 169        | 37,97        | 2 844       | 49,03       |
|                          | Marine Caron             | UDI                      | UCD                      | 2 169        | 37,97        | 2 844       | 49,03       |
|                          | Marie Fouquet            | PS                       | SOC                      | 2 136        | 37,39        | 2 956       | 50,97       |
|                          | Valentin Rasse Lambrecq  | PS                       | SOC                      | 2 136        | 37,39        | 2 956       | 50,97       |
|                          | Christiane Espanet       | LFI                      | UG                       | 661          | 11,57        |             |             |
|                          | Jean-Pierre Tredet       | PCF                      | UG                       | 661          | 11,57        |             |             |
|                          | Florent Sené             | RN                       | RN                       | 636          | 11,13        |             |             |
|                          | Laury Thirion            | RN                       | RN                       | 636          | 11,13        |             |             |
|                          | Basile Gonzales          | POID                     | EXG                      | 110          | 1,93         |             |             |
|                          | Céline Vitard            | POID                     | EXG                      | 110          | 1,93         |             |             |
|                          |                          |                          |                          |              |              |             |             |
| Suffrages exprimés       | Suffrages exprimés       | Suffrages exprimés       | Suffrages exprimés       | 5 712        | 97,24        | 5 800       | 95,05       |
| Votes blancs             | Votes blancs             | Votes blancs             | Votes blancs             | 110          | 1,87         | 215         | 3,52        |
| Votes nuls               | Votes nuls               | Votes nuls               | Votes nuls               | 52           | 0,89         | 87          | 1,43        |
| Total                    | Total                    | Total                    | Total                    | 5 874        | 100          | 6 102       | 100         |
| Abstention               | Abstention               | Abstention               | Abstention               | 12 564       | 68,14        | 12 337      | 66,91       |
| Inscrits / participation | Inscrits / participation | Inscrits / participation | Inscrits / participation | 18 438       | 31,86        | 18 439      | 33,09       |

### Canton de Rouen-2
| Candidats                | Candidats                | Partis                   | Nuance                   | Premier tour | Premier tour | Second tour | Second tour |
| Candidats                | Candidats                | Partis                   | Nuance                   | Voix         | %            | Voix        | %           |
| ------------------------ | ------------------------ | ------------------------ | ------------------------ | ------------ | ------------ | ----------- | ----------- |
|                          | Jean-Michel Bérégovoy    | EÉLV                     | UGE                      | 2 445        | 43,88        | 3 311       | 59,85       |
|                          | Florence Hérouin-Léautey | PS                       | UGE                      | 2 445        | 43,88        | 3 311       | 59,85       |
|                          | Guillaume Bestaux        | MoDem                    | UCD                      | 1 591        | 28,55        | 2 221       | 40,15       |
|                          | Isabelle Fedina          | LR                       | UCD                      | 1 591        | 28,55        | 2 221       | 40,15       |
|                          | Gaspard Cassius          | PCF                      | UG                       | 832          | 14,93        |             |             |
|                          | Juliette Lévesques       | LFI                      | UG                       | 832          | 14,93        |             |             |
|                          | Christian Charles        | RN                       | RN                       | 704          | 12,63        |             |             |
|                          | Laure Delahais           | RN                       | RN                       | 704          | 12,63        |             |             |
|                          |                          |                          |                          |              |              |             |             |
| Suffrages exprimés       | Suffrages exprimés       | Suffrages exprimés       | Suffrages exprimés       | 5 572        | 96,35        | 5 532       | 93,37       |
| Votes blancs             | Votes blancs             | Votes blancs             | Votes blancs             | 143          | 2,47         | 278         | 4,69        |
| Votes nuls               | Votes nuls               | Votes nuls               | Votes nuls               | 68           | 1,18         | 115         | 1,94        |
| Total                    | Total                    | Total                    | Total                    | 5 783        | 100          | 5 925       | 100         |
| Abstention               | Abstention               | Abstention               | Abstention               | 13 100       | 69,37        | 12 958      | 68,62       |
| Inscrits / participation | Inscrits / participation | Inscrits / participation | Inscrits / participation | 18 883       | 30,63        | 18 883      | 31,38       |

### Canton de Rouen-3
| Candidats                | Candidats                | Partis                   | Nuance                   | Premier tour | Premier tour | Second tour | Second tour |
| Candidats                | Candidats                | Partis                   | Nuance                   | Voix         | %            | Voix        | %           |
| ------------------------ | ------------------------ | ------------------------ | ------------------------ | ------------ | ------------ | ----------- | ----------- |
|                          | Caroline Dutarte         | PS                       | UGE                      | 2 012        | 36,2         | 2 990       | 56,83       |
|                          | Stéphane Martot          | EÉLV                     | UGE                      | 2 012        | 36,2         | 2 990       | 56,83       |
|                          | Maxime Boissière         | LREM                     | UC                       | 1 659        | 29,85        | 2 271       | 43,17       |
|                          | Letycia Ossibi           | LREM                     | UC                       | 1 659        | 29,85        | 2 271       | 43,17       |
|                          | Aurore Amart             | RN                       | RN                       | 950          | 17,09        |             |             |
|                          | Guillaume Pennelle       | RN                       | RN                       | 950          | 17,09        |             |             |
|                          | Claire Gueville          | PCF                      | UG                       | 937          | 16,86        |             |             |
|                          | Julien Vanhee            | LFI                      | UG                       | 937          | 16,86        |             |             |
|                          |                          |                          |                          |              |              |             |             |
| Suffrages exprimés       | Suffrages exprimés       | Suffrages exprimés       | Suffrages exprimés       | 5 558        | 95,66        | 5 261       | 90,50       |
| Votes blancs             | Votes blancs             | Votes blancs             | Votes blancs             | 159          | 2,74         | 382         | 6,57        |
| Votes nuls               | Votes nuls               | Votes nuls               | Votes nuls               | 93           | 1,60         | 170         | 2,92        |
| Total                    | Total                    | Total                    | Total                    | 5 810        | 100          | 5 813       | 100         |
| Abstention               | Abstention               | Abstention               | Abstention               | 13 818       | 70,4         | 13 815      | 70,38       |
| Inscrits / participation | Inscrits / participation | Inscrits / participation | Inscrits / participation | 19 628       | 29,6         | 19 628      | 29,62       |

### Canton de Saint-Étienne-du-Rouvray
| Candidats                | Candidats                | Partis                   | Nuance                   | Premier tour | Premier tour | Second tour | Second tour |
| Candidats                | Candidats                | Partis                   | Nuance                   | Voix         | %            | Voix        | %           |
| ------------------------ | ------------------------ | ------------------------ | ------------------------ | ------------ | ------------ | ----------- | ----------- |
|                          | Séverine Botte           | PCF                      | COM                      | 3 611        | 73,97        | 3 477       | 74,77       |
|                          | Joachim Moyse            | PCF                      | COM                      | 3 611        | 73,97        | 3 477       | 74,77       |
|                          | Christine Lesens         | RN                       | RN                       | 1 271        | 26,03        | 1 173       | 25,23       |
|                          | Thierry Perrier          | RN                       | RN                       | 1 271        | 26,03        | 1 173       | 25,23       |
|                          |                          |                          |                          |              |              |             |             |
| Suffrages exprimés       | Suffrages exprimés       | Suffrages exprimés       | Suffrages exprimés       | 4 882        | 94,12        | 4 650       | 94,36       |
| Votes blancs             | Votes blancs             | Votes blancs             | Votes blancs             | 204          | 3,93         | 188         | 3,81        |
| Votes nuls               | Votes nuls               | Votes nuls               | Votes nuls               | 101          | 1,95         | 90          | 1,83        |
| Total                    | Total                    | Total                    | Total                    | 5 187        | 100          | 4 928       | 100         |
| Abstention               | Abstention               | Abstention               | Abstention               | 14 278       | 73,35        | 14 544      | 74,69       |
| Inscrits / participation | Inscrits / participation | Inscrits / participation | Inscrits / participation | 19 465       | 26,65        | 19 472      | 25,31       |

### Canton de Saint-Romain-de-Colbosc
| Candidats                | Candidats                | Partis                   | Nuance                   | Premier tour | Premier tour | Second tour | Second tour |
| Candidats                | Candidats                | Partis                   | Nuance                   | Voix         | %            | Voix        | %           |
| ------------------------ | ------------------------ | ------------------------ | ------------------------ | ------------ | ------------ | ----------- | ----------- |
|                          | David Guerin             | DVC                      | DVC                      | 3 230        | 37,66        | 5 569       | 70,58       |
|                          | Claire Gueroult          | UDI                      | DVC                      | 3 230        | 37,66        | 5 569       | 70,58       |
|                          | Laurent Gilles           | RN                       | RN                       | 1 882        | 21,94        | 2 321       | 29,42       |
|                          | Véronique Perdriel       | RN                       | RN                       | 1 882        | 21,94        | 2 321       | 29,42       |
|                          | Nadège Courché           | DVD                      | UCD                      | 1 324        | 15,44        |             |             |
|                          | Pascal Mabire            | DVD                      | UCD                      | 1 324        | 15,44        |             |             |
|                          | Mickaël Baron            | DVG                      | DVG                      | 1 199        | 13,98        |             |             |
|                          | Véronique Malo-Douillet  | DVG                      | DVG                      | 1 199        | 13,98        |             |             |
|                          | David Fleury             | PCF                      | COM                      | 941          | 10,97        |             |             |
|                          | Carole Tanay             | PCF                      | COM                      | 941          | 10,97        |             |             |
|                          |                          |                          |                          |              |              |             |             |
| Suffrages exprimés       | Suffrages exprimés       | Suffrages exprimés       | Suffrages exprimés       | 8 576        | 96,01        | 7 890       | 90,60       |
| Votes blancs             | Votes blancs             | Votes blancs             | Votes blancs             | 243          | 2,72         | 648         | 7,44        |
| Votes nuls               | Votes nuls               | Votes nuls               | Votes nuls               | 113          | 1,27         | 171         | 1,96        |
| Total                    | Total                    | Total                    | Total                    | 8 932        | 100          | 8 709       | 100         |
| Abstention               | Abstention               | Abstention               | Abstention               | 16 231       | 64,50        | 16 458      | 65,40       |
| Inscrits / participation | Inscrits / participation | Inscrits / participation | Inscrits / participation | 25 163       | 35,50        | 25 167      | 34,60       |

### Canton de Saint-Valery-en-Caux
| Candidats                | Candidats                | Partis                   | Nuance                   | Premier tour | Premier tour | Second tour | Second tour |
| Candidats                | Candidats                | Partis                   | Nuance                   | Voix         | %            | Voix        | %           |
| ------------------------ | ------------------------ | ------------------------ | ------------------------ | ------------ | ------------ | ----------- | ----------- |
|                          | Jérôme Lheureux          | UDI                      | UCD                      | 4 315        | 42,88        | 5 728       | 60,13       |
|                          | Cécile Sineau-Patry      | LR                       | UCD                      | 4 315        | 42,88        | 5 728       | 60,13       |
|                          | Alexandra Buquet         | PS                       | SOC                      | 2 717        | 27,00        | 3 798       | 39,87       |
|                          | Jean-Pierre Thevenot     | PS                       | SOC                      | 2 717        | 27,00        | 3 798       | 39,87       |
|                          | Anne-Sophie Givry        | RN                       | RN                       | 2 165        | 21,52        |             |             |
|                          | Alexis Prevot            | RN                       | RN                       | 2 165        | 21,52        |             |             |
|                          | Isabelle Dujardin        | PCF                      | COM                      | 865          | 8,60         |             |             |
|                          | Antoine Lecacheur        | PCF                      | COM                      | 865          | 8,60         |             |             |
|                          |                          |                          |                          |              |              |             |             |
| Suffrages exprimés       | Suffrages exprimés       | Suffrages exprimés       | Suffrages exprimés       | 10 062       | 95,28        | 9 526       | 93,01       |
| Votes blancs             | Votes blancs             | Votes blancs             | Votes blancs             | 287          | 2,72         | 503         | 4,91        |
| Votes nuls               | Votes nuls               | Votes nuls               | Votes nuls               | 212          | 2,01         | 213         | 2,08        |
| Total                    | Total                    | Total                    | Total                    | 10 561       | 100          | 10 242      | 100         |
| Abstention               | Abstention               | Abstention               | Abstention               | 16 935       | 61,59        | 17 269      | 62,77       |
| Inscrits / participation | Inscrits / participation | Inscrits / participation | Inscrits / participation | 27 496       | 38,41        | 27 511      | 37,23       |

### Canton de Sotteville-lès-Rouen
| Candidats                | Candidats                | Partis                   | Nuance                   | Premier tour | Premier tour | Second tour | Second tour |
| Candidats                | Candidats                | Partis                   | Nuance                   | Voix         | %            | Voix        | %           |
| ------------------------ | ------------------------ | ------------------------ | ------------------------ | ------------ | ------------ | ----------- | ----------- |
|                          | Léa Pawelski             | PS                       | SOC                      | 2 212        | 43,09        | 3 648       | 73,27       |
|                          | Alexis Ragache           | PS                       | SOC                      | 2 212        | 43,09        | 3 648       | 73,27       |
|                          | Roberto Bindelli         | RN                       | RN                       | 1 074        | 20,92        | 1 331       | 26,73       |
|                          | Christèle Galmiche       | RN                       | RN                       | 1 074        | 20,92        | 1 331       | 26,73       |
|                          | Édouard Bénard           | PCF                      | COM                      | 1 013        | 19,74        |             |             |
|                          | Camille Feret            | PCF                      | COM                      | 1 013        | 19,74        |             |             |
|                          | Claire-Marie Petiton     | DVD                      | UCD                      | 834          | 16,25        |             |             |
|                          | Yan Poirier              | DVD                      | UCD                      | 834          | 16,25        |             |             |
|                          |                          |                          |                          |              |              |             |             |
| Suffrages exprimés       | Suffrages exprimés       | Suffrages exprimés       | Suffrages exprimés       | 5 133        | 95,52        | 4 979       | 92,84       |
| Votes blancs             | Votes blancs             | Votes blancs             | Votes blancs             | 157          | 2,92         | 247         | 4,61        |
| Votes nuls               | Votes nuls               | Votes nuls               | Votes nuls               | 84           | 1,56         | 137         | 2,55        |
| Total                    | Total                    | Total                    | Total                    | 5 374        | 100          | 5 363       | 100         |
| Abstention               | Abstention               | Abstention               | Abstention               | 14 185       | 72,52        | 14 203      | 72,59       |
| Inscrits / participation | Inscrits / participation | Inscrits / participation | Inscrits / participation | 19 559       | 27,48        | 19 566      | 27,41       |

### Canton d'Yvetot
| Candidats                | Candidats                | Partis                   | Nuance                   | Premier tour | Premier tour | Second tour | Second tour |
| Candidats                | Candidats                | Partis                   | Nuance                   | Voix         | %            | Voix        | %           |
| ------------------------ | ------------------------ | ------------------------ | ------------------------ | ------------ | ------------ | ----------- | ----------- |
|                          | Séverine Gest            | DVD                      | DVD                      | 5 046        | 47,28        | 6 461       | 62,30       |
|                          | Didier Terrier           | DVD                      | DVD                      | 5 046        | 47,28        | 6 461       | 62,30       |
|                          | Virginie Blandin         | DVG                      | UG                       | 3 240        | 30,36        | 3 910       | 37,70       |
|                          | Daniel Durécu            | PS                       | UG                       | 3 240        | 30,36        | 3 910       | 37,70       |
|                          | Jean Guérin              | RN                       | RN                       | 2 387        | 22,36        |             |             |
|                          | Isabelle Villiers        | RN                       | RN                       | 2 387        | 22,36        |             |             |
|                          |                          |                          |                          |              |              |             |             |
| Suffrages exprimés       | Suffrages exprimés       | Suffrages exprimés       | Suffrages exprimés       | 10 673       | 95,50        | 10 371      | 93,21       |
| Votes blancs             | Votes blancs             | Votes blancs             | Votes blancs             | 348          | 3,11         | 524         | 4,71        |
| Votes nuls               | Votes nuls               | Votes nuls               | Votes nuls               | 155          | 1,39         | 232         | 2,09        |
| Total                    | Total                    | Total                    | Total                    | 11 176       | 100          | 11 127      | 100         |
| Abstention               | Abstention               | Abstention               | Abstention               | 21 650       | 65,95        | 21 709      | 66,11       |
| Inscrits / participation | Inscrits / participation | Inscrits / participation | Inscrits / participation | 32 826       | 34,05        | 32 836      | 33,89       |

## Élection du président
Le 1er juillet 2021, le nouveau conseil départemental se réunit pour élire son président.
La majorité absolue est de 36 voix. Gauche et droite dispose de 34 sièges chacun tandis qu’un binôme, celui du canton de Bolbec, se déclare indépendant, n’excluant pas de voter pour un camp ou pour un autre, voir de voter blanc,. Pour parer à cette dernière éventualité, les socialistes présente la candidature de Pierrette Canu, conseillère départementale de Barentin au lieu de celle de leur chef de file dans le département Christophe Bouillon, car celle-ci en tant que doyenne du conseil départemental (73 ans) serait élue au bénéfice de l’âge en cas d’égalité entre gauche et droite.
Le jour du vote, le binôme du canton de Bolbec décide de voter blanc aux trois tours, tandis que les communistes, sur fond de division entre les socialistes et les communistes a l’échelle régionale, refuse de retirer leur candidature, arguant que la majorité au conseil départemental serait de toute façon de droite. Finalement, Bertrand Bellanger est réélu au troisième tour avec une majorité relative de 34 voix.
| Candidat              | Candidat       | Candidat       | Premier tour | Second tour | Troisième tour |
| --------------------- | -------------- | -------------- | ------------ | ----------- | -------------- |
| Bertrand Bellanger    |                | LREM           | 34           | 34          | 34             |
| Pierrette Canu        |                | PS             | 24           | 26          | 26             |
| Nicolas Langlois      |                | PCF            | 8            | 8           | 8              |
| Jean-Michel Bérégovoy |                | EÉLV           | 2            | —           | —              |
| Blancs et nuls        | Blancs et nuls | Blancs et nuls | 2            | 2           | 2              |